# 최광천
최광천(崔光天, 1967년 10월 28일 ~)은 태평양 돌핀스의 전 야구 선수이었으나 1993년 교통사고로 현역을 은퇴했다. 부인은 김은영(인천야구협회 간사로 야구기록자) 씨와 3남이다. 

## 출신 학교
- 인천서림초등학교
- 재능중학교
- 인천고등학교
- 원광대학교 (체육학과 86학번)

## 같이 보기
- 1990년 태평양 돌핀스 시즌